# Continuous-Wave-Doppler

Schematische Darstellung der Detektion eines Blutflusses

Der Continuous-Wave-Doppler (CW-Doppler) ist eine Form einer Medizinischen Untersuchung zum Nachweis und zur Messung der Blutstromgeschwindigkeit und -richtung in großen Gefäßen mittels Ultraschall unter Ausnutzung des Doppler-Effektes. Der CW-Doppler zählt wie der Pulsed-Wave-Doppler zu den eindimensionalen Doppler-Verfahren. Im Gegensatz zu anderen ultraschallbasierten Bildgebenden Verfahren wird häufig dabei kein Bild erzeugt, sondern ausschließlich ein akustisches Signal erzeugt.
Dabei werden Ultraschallwellen kontinuierlich ausgestrahlt. Dies ist möglich, da im Gegensatz zum Pulsed-Wave-Doppler 2 Sets von Piezokristallen verwendet werden; ein Set zum Senden des Ultraschalls, ein anderes zum Empfangen der reflektierten Schallwellen. Der CW-Doppler ist daher nicht wie der PW-Doppler durch die Wiederholungsfrequenz limitiert. Dies erlaubt es wesentlich höhere Geschwindigkeiten zu messen. Zusammenfassend gesagt kann der CW-Doppler zwar nicht den Ort der maximalen Geschwindigkeit feststellen, jedoch können sehr hohe Geschwindigkeiten entlang der Doppler-Linie gemessen werden. Die Darstellung kann auch über eine Spektralkurve erfolgen, welche die Summe aller Geschwindigkeiten entlang der Dopplerachse aufzeichnet. In der klassischen Darstellung werden die Ströme, die sich vom Ultraschallkopf entfernen, unterhalb der Nulllinie angezeigt, Ströme, die zum Ultraschallkopf hin fließen, werden über der Nulllinie angezeigt.